# 四方田時綱
四方田 時綱（しほうでん ときつな）は、鎌倉時代中期の武士。北条氏得宗家被官である御内人。
最初、北条政村に仕えていたが、後に北条時頼へ出仕する。文永9年（1272年）2月、二月騒動が発生した際、時綱は大蔵次郎左衛門尉、薩摩左衛門三郎、渋谷新左衛門尉、石河神次左衛門尉と共に、名越流北条氏の北条時章、北条教時を謀反のかどで殺害した。しかし、後に時章が無実であったことが発覚すると、北条時宗の命で他の4名と共に斬首刑に処された。
後に時綱の子・重綱が父を弔うため大方広仏華厳経を称名寺へ奉納した。なお、これは現存している。